# Phortica shillongensis
Phortica shillongensis är en tvåvingeart som först beskrevs av Singh och Gupta 1979.  Phortica shillongensis ingår i släktet Phortica och familjen daggflugor. Inga underarter finns listade i Catalogue of Life.